# Marx Günzer
Marx Günzer (* um 1579; † 1628 in Augsburg) war ein deutscher Orgelbauer.

## Leben und Werk
Marx Günzer siedelte 1603 nach Augsburg über, nachdem er bei Konrad Schott in Stuttgart seine Gesellenzeit absolviert hatte. Er wurde zu einem der bedeutendsten Orgelbauern Süddeutschlands, die im ersten Viertel des 17. Jahrhunderts tätig waren. Es sind zahlreiche Neu- und Umbauten als auch Reparaturen belegt. Schüler und Mitarbeiter von ihm waren sein Bruder Georg Günzer (1601–1631), Hans Jakob Denzler und Adam Casparini. Nebenbei baute Marx Günzer auch Musikautomaten. Sein Werk für die Augsburger Barfüßerkirche ist derzeit älteste bekannte Orgel im süddeutschen Raum. Sie wurde nach 150 Jahren Nutzungsdauer nach Gabelbach transferiert und mehrfach umgebaut. Unter anderem 1934 von Max Dreher, der die bis dahin mechanische Orgel mit einem pneumatischen Spieltisch ausstattete, wobei er die Hauptwerksschleiflade beließ und mit Barkerhebeln pneumatisierte.

## Werkliste (Auszug)
| Jahr    | Ort      | Gebäude             | Bild | Manuale | Register | Bemerkungen                                                       |
| ------- | -------- | ------------------- | ---- | ------- | -------- | ----------------------------------------------------------------- |
| 1608    | Augsburg | St. Ulrich und Afra |      |         | 13       | Verlegung und Erweiterung der „Fuggerorgel“ von Eusebius Amerbach |
| 1609    | Augsburg | Barfüßerkirche      |      | I/P     | 11       | 1758 nach St. Martin in Gabelbach transferiert, erhalten → Orgel  |
| 1614/15 | Augsburg | St. Magdalena       |      |         |          | Erweiterung                                                       |
| 1615    | Augsburg | Dom                 |      |         |          | Reparatur der Ammerbach-Orgel                                     |
| 1617    | Augsburg | St. Anna            |      |         |          | Reparatur der Behaim-Orgel                                        |
| 1619    | Augsburg | St. Ulrich          |      |         |          |                                                                   |